# Svatá Petronila
Svatá Petronila (1. století, Galilea – 1. století, Řím) je křesťanská mučednice a podle tradice dcera svatého Petra.

## Život

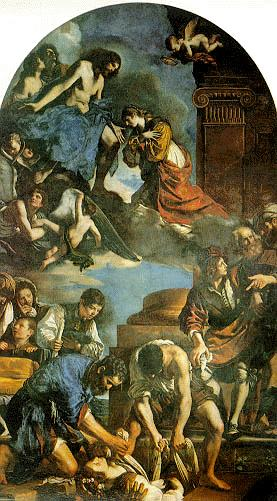
Guercino, Pohřeb Svaté Petronily, Řím, Kapitolská muzea

Narodila se v 1. století v Galilei. Jako u jiných svatých z prvního století není o ní moc známo. Podle tradice byla dcerou Svatého Petra. Spolehlivou informací je, že byla mučednicí, je to napsáno na fresce ze 4. století v Domitilliných katakombách v Římě. Tato freska, která je dnes nejstarší freska křesťanství, nachází se v apsidě baziliky postavené papežem svatým Siriciem mezi lety 390 a 395, v Domitilliných katakombách na via Ardeatina. V této fresce je zapsáno Petronella Mart.

## Kult
Sarkofág, v němž jsou uloženy ostatky světice, byl roku 757 přesunut papežem svatým Pavlem I. do vatikánské baziliky, kde se nachází dodnes.
Karel Veliký roku 800 navštívil kapli, kde se nacházelo její tělo a modlil se u ní. Traduje se, že Petronila byla dcerou svatého Petra, ačkoli není žádný důkaz ani svědectví, které potvrzují tuto skutečnost; možná je to pro podobnost jmen Petr a Petronila. V důsledku tohoto předpokladu si Francie přijala tuto mučednici za svou patronku: Francie je první dcera církve, jako Petronila byla dcerou prvního nadřízeného církve.
Její svátek v katolické církvi je oslavován 31. května.
Je považována za patronku těchto italských obcí:
- Acciano (AQ)
- Assoro (EN)

Je jí také zasvěcen kostel v San Vito al Tagliamento.